# 巴尔韦德德列雷纳
巴尔韦德德列雷纳（西班牙語：Valverde de Llerena）是西班牙埃斯特雷马杜拉巴达霍斯省的一个市镇。总面积41平方公里，总人口789人（2001年），人口密度19人/平方公里。